# Chitose Hajime
Chitose Hajime (元ちとせ?, Hajime Chitose; Amami Ōshima, 5 gennaio 1979) è una cantante giapponese pop, che canta secondo lo stile tipico della sua regione, con un particolare effetto di falsetto.
Di questo stile si è detto che abbia degli effetti rilassanti che sono stati osservati grazie ad encefalogrammi eseguiti su alcune persone che ascoltavano le sue canzoni.
Chitose Hajime viene riconosciuta come una cantante folk molto dotata fin da giovane. Vince molti concorsi, pubblica due album sotto un'etichetta indipendente e viene contattata da numerose case discografiche. Tuttavia, invece di entrare nel mondo della musica decide di studiare e diventare estetista, ma a causa di alcune gravi reazioni allergiche a certi prodotti chimici utilizzati nell'industria estetica, si ritira dalla scuola e considera seriamente la carriera musicale.
Nel 2001 pubblica un mini-album intitolato Chitose Hajime, che contiene cover di vecchie canzoni. La ricezione da parte del pubblico è molto positiva, perciò nell'agosto del 2001 Chitose pubblica il suo secondo mini-album contenente cinque tracce originali, intitolato Kotonoha (コトノハ?).
Nel 2002 pubblica il singolo "Wadatsumi no Ki" (ワダツミの木?) sotto l'etichetta Epica, le cui vendite sono precedute solo da "traveling" di Utada Hikaru e "H" di Ayumi Hamasaki. Tre mesi dopo pubblica un nuovo singolo, "Kimi wo Omō" (君ヲ想フ?). Sebbene molto popolare, non si avvicina per nulla al successo del primo singolo.
Un anno dopo pubblica il suo primo album, Hainumikaze (ハイヌミカゼ?), che raggiunge le vendite di 800000 copie e rimane nelle classifiche per 57 settimane.
Il 2003 è la volta del secondo album, Nomad Soul (ノマド・ソウル?, nomado souru), preceduto da tre singoli e seguito dalla vendita di un DVD live nel 2004, dopodiché Hajime annuncia di voler prendersi un po' di tempo per se stessa, per sposarsi e avere figli. Il 20 gennaio del 2005 dà alla luce la sua prima figlia.
Il ritorno all'industria musicale, nel novembre del 2005, è segnato dal singolo "Kataritsugu Koto" (語り継ぐこと?), sigla finale dell'anime BLOOD+. Il singolo è un successo e raggiunge la posizione 12 della classifica Oricon. Vengono poi pubblicati "Haru no Katami" (春のかたみ?) (6050 copie vendute nella prima settimana) e "Ao no Requiem" (青のレクイエム?), fino ad arrivare al suo terzo album,Hanadairo (ハナダイロ?).

## Discografia

### Album indie
- [12.08.1994] Higya Merabe (ひぎゃ女童)
- [09.06.2002] Shima • Kyora • Umui (故郷・美ら・思い) originariamente pubblicato nel 1997, viene ripubblicato nel 2002 dalla Central Gakki Records
- [10.03.2001] Hajime Chitose - mini album, Augusta Records
- [01.08.2001] Kotonoha (コトノハ)- mini album, Augusta Records

### Album major
- [10.07.2002] Hainumikaze (ハイヌミカゼ)
- [03.09.2003] Nomad Soul (ノマド・ソウル)
- [04.08.2004] Fuyu no Hainumikaze (冬のハイヌミカゼ) - Album doppio dal vivo
- [10.05.2006] Hanadairo (ハナダイロ)

### DVD
- [04.08.2004] Music Film Hajime Chitose Live - Fuyu no Hainumikaze (ミュージック・フィルム 元ちとせライヴ「冬のハイヌミカゼ」)